# لشکر ۸ مانوری (کره جنوبی)
لشکر ۸ مانوری کره جنوبی (کره‌ای: 8기동사단) لشکر پیاده‌نظام مکانیزه نیروی زمینی جمهوری کره است، که در سال ۱۹۴۹ تأسیس شد.
لشکر ۸ مانوری یک تشکیلات نظامی از ارتش جمهوری کره است و این واحد یکی از چهار لشکر تحت فرماندهی سپاه هفتم مانور است. قبل از تغییر نام این واحد در اول ژانویه ۲۰۲۱، لشکر هشتم پیاده مکانیزه نامیده می‌شد.